# Judar mot ockupationen
Judar mot ockupationen, också känd som Anarkister mot muren eller Judar mot ghetton, är en organisation bestående av israeliska fredsaktivister som med civil olydnad försöker försvåra Israels barriärbygge på Västbanken som skär av jordbruksmark och kommunikationer för dess invånare. 